# Yeimy Martínez
Yeimy Martinèz (1981. június 19. –) kolumbiai nemzetközi labdarúgó-játékvezető.

## Pályafutása

### Nemzetközi játékvezetés
A Kolumbiai labdarúgó-szövetség Játékvezető Bizottsága (JB) terjesztette fel nemzetközi játékvezetőnek, a CONMEBOL JB tagja, a Nemzetközi Labdarúgó-szövetség (FIFA) 2010-től tartja nyilván bírói keretében.
A FIFA JB központi nyelvei közül a spanyolt beszéli. Több nemzetek közötti válogatott és klubmérkőzést vezetett, vagy működő társának 4. bíróként illetve alapvonalbíróként segített.

#### Női labdarúgó-világbajnokság

##### 2015-ös női labdarúgó-világbajnokság
A Nemzetközi Labdarúgó-szövetség 2015. márciusában nyilvánosságra hozta annak a 29 játékvezetőnek (22 közreműködő valamint 7 tartalék, illetve 4. bíró) és 44 asszisztensnek a nevét, akik közreműködhetnek Kanadában a 2015-ös női labdarúgó-világbajnokságon.
A kijelölt játékvezetők és asszisztensek 2015. június 26-án Zürichben, majd két héttel a világtorna előtt Vancouverben vesznek rész továbbképzésen, egyben végrehajtják a szokásos elméleti és fizikai Cooper-tesztet. Végérvényesen itt döntenek a mérkőzésvezető és támogató játékvezetők személyéről.

###### Világbajnoki mérkőzés
| Időpont          | Helyszín                       | Mérkőzés típusa              | Mérkőzés       | Eredmény | Nézők száma |
| ---------------- | ------------------------------ | ---------------------------- | -------------- | -------- | ----------- |
| 2015. június 11. | Commonwealth Stadion, Edmonton | csoportmérkőzés (A. csoport) | Kína–Hollandia | 1 – 0    | 35 544      |

#### Algarve-kupa
Portugália rendezte a 21., 2014-es Algarve-kupa labdarúgó tornát, ahol a FIFA JB játékvezetőként vette igénybe szolgálatát.

##### 2014-es Algarve-kupa

###### Algarve-kupa mérkőzés
| Időpont           | Helyszín                                   | Mérkőzés típusa              | Mérkőzés                    | Eredmény | Nézők száma |
| ----------------- | ------------------------------------------ | ---------------------------- | --------------------------- | -------- | ----------- |
| 2014. március 5.  | Városi Stadion, Vila Real de Santo António | csoportmérkőzés (A. csoport) | Norvégia–Kína               | 0 – 1    | 150         |
| 2014. március 7.  | Városi Stadion, Albufeira                  | csoportmérkőzés (B. csoport) | Svédország–Egyesült Államok | 1 – 0    | 2000        |
| 2014. március 10. | Városi Stadion, Vila Real de Santo António | csoportmérkőzés (C. csoport) | Ausztria–Oroszország        | 3 – 2    |             |